# Филенківська сільська рада
Филе́нківська сільська́ ра́да — адміністративно-територіальна одиниця та орган місцевого самоврядування в Чутівському районі Полтавської області. Адміністративний центр — село Филенкове.

## Загальні відомості
- Населення ради: 1347 осіб (станом на 2001 рік)

## Населені пункти
Сільській раді підпорядковані населені пункти:
- c. Филенкове
- с. Березове
- с. Козаче
- с. Никонорівка
- с. Степове

## Склад ради
Рада складається з 12 депутатів та голови.
- Голова ради: Тараненко Тетяна Миколаївна
- Секретар ради: Підпала Таміла Миколаївна

### Керівний склад попередніх скликань
| Прізвище, ім'я, по батькові | Основні відомості                                                               | Дата обрання | Дата звільнення |
| --------------------------- | ------------------------------------------------------------------------------- | ------------ | --------------- |
| Тараненко Тетяна Миколаївна | Сільський голова, 1959 року народження, освіта середня спеціальна, позапартійна | 26.03.2006   | 31.10.2010      |
| Тараненко Тетяна Миколаївна | Сільський голова, 1959 року народження, освіта середня спеціальна, позапартійна | 31.10.2010   | 25.10.2015      |
| Тараненко Тетяна Миколаївна | Сільський голова, 1959 року народження, освіта професійно-технічна, безпартійна | 25.10.2015   |                 |

Примітка: таблиця складена за даними сайту Верховної Ради України та ЦВК

### Депутати VII скликання
За результатами місцевих виборів 2015 року депутатами ради стали:

#### За суб'єктами висування
| Суб'єкт висування              | Кількість обраних депутатів | %     |
| ------------------------------ | --------------------------- | ----- |
| Самовисування                  | 10                          | 83.33 |
| Політична партія «Рідне місто» | 2                           | 16.67 |

#### За округами
| № округу | Прізвище, ім'я, по батькові    | Ким висунуто                   | Дата нар.  | Освіта              | Партійна приналежність               | Відомості                                                                               |
| -------- | ------------------------------ | ------------------------------ | ---------- | ------------------- | ------------------------------------ | --------------------------------------------------------------------------------------- |
| 1        | Підпала Таміла Миколаївна      | Самовисування                  | 08.12.1975 | вища                | безпартійна                          | Филенківська сільська рада, секретар                                                    |
| 2        | Тараненко Микола Михайлович    | Самовисування                  | 20.11.1960 | професійно-технічна | безпартійний                         | пенсіонер                                                                               |
| 3        | Сисоєва Тетяна Станіславівна   | Політична партія «Рідне місто» | 02.12.1976 | вища                | член Політичної партії «Рідне місто» | Филенківська ЗОШ І-ІІІ ступенів, вихователь                                             |
| 4        | Филенко Микола Олександрович   | Самовисування                  | 03.10.1958 | вища                | безпартійний                         | ПП «Филенко», приватний підприємець                                                     |
| 5        | Мідіашвілі Аліна Володимирівна | Самовисування                  | 21.05.1987 | вища                | безпартійна                          | ФГ « Филенківське», голова фермерського господарства                                    |
| 6        | Филенко Віктор Михайлович      | Самовисування                  | 28.02.1958 | вища                | безпартійний                         | ФОП «Филенко В. І.», заступник керівника по виробництву сільськогосподарської продукції |
| 7        | Пономаренко Іван Миколайович   | Політична партія «Рідне місто» | 31.08.1984 | вища                | член Політичної партії «Рідне місто» | Филенківська ЗОШ І-ІІІ ступенів, вчитель                                                |
| 8        | Филенко Віра Іванівна          | Самовисування                  | 28.05.1968 | вища                | безпартійна                          | ФОП «Филенко В. І.», приватний підприємець                                              |
| 9        | Кулик Віталій Іванович         | Самовисування                  | 18.01.1972 | вища                | безпартійний                         | Филенківська дільнична лікарня Державної ветеринарної медицини, завідувач               |
| 10       | Зінченко Олександр Михайлович  | Самовисування                  | 26.10.1976 | професійно-технічна | безпартійний                         | ФОП «Филенко В. І.», завідувач                                                          |
| 11       | Онайко Андрій Васильович       | Самовисування                  | 10.12.1971 | загальна середня    | безпартійний                         | СФГ «Відродження», голова                                                               |
| 12       | Лоза Валентина Федорівна       | Самовисування                  | 24.06.1960 | загальна середня    | безпартійна                          | ВПЗ с. Филенкове, листоноша                                                             |